# Стіна Нурденстам
Стіна Нурденстам (Крістіна Ульріка Маріанне Нурденстам, швед. Stina Nordenstam, Kristina Ulrika Marianne Nordenstam, нар.. 4 березня 1969, Стокгольм) — шведська співачка, композиторка і музикантка.

## Життєпис
В дитинстві на Стіну сильно вплинула батьківська колекція класичної музики і джазу, це чітко простежується у перших альбомах. Надалі її музика набула більше елементів альтернативного та поп-року.
Протягом своєї кар'єри Норденстам практично не дає інтерв'ю і не виступає наживо.
З 2007 року займається в основному написанням музики для театру, кіно та радіо.
Влітку 2013 року її аудіоінсталяція Tänk dig en människa, створена для галереї сучасного мистецтва Magasin 3, була представлена на фестивалі Way Out West в Гетеборзі.

## Визнання
- Джазова нагорода Jazz i Sverige (1991)
- У 2014 році Стіна Нурденстам поряд з такими артистами, як Abba, Entombed і Roxette була введена до Шведського залу музичної слави — аналог американської Rock and Roll Hall of Fame[3].

## Альбоми
- Memories Of A Colour (1991)
- And She Closed Her Eyes (1994)
- Dynamite (1997)
- People Are Strange (1998)
- This Is Stina Nordenstam (2001)
- The World Is Saved (2004)

## Сингли
- Memories of a Color (1992)
- Another Story Girl (1993)
- Little Star first release (1994)
- Little Star remixes (1994)
- Something Nice (1994)
- The photographer " s Wife E. P. (1996)
- Dynamite (1997)
- Little Star видання для фільму Ромео + Джульєтта (1997)
- People Are Strange (1998)
- Lori Glori (2001)
- Sharon & Hope (2002)
- Get On With Your Life (2004)
- Parliament Square (2005)

## Спільні проекти
- Walk з Fleshquartet і Freddie Wadling (1993)
- Ask The Mountains разом з Vangelis (1995) — досить відома композиція, була використана в телерекламі.
- The photographer " s Wife EP з Anton Fier (1996)
- To The Sea разом з Yello (1997)
- Symmetry з Mew (2000)
- Aberdeen саундтрек з Zbigniew Preisner (2000)
- Her Voice Is Beyond Her Years разом з Mew, альбом Frengers, (2003)
- Snow Borne Sorrow разом з Nine Horses (2006)
- Into The Wasteland (2006) (спільно з Filur)
- Wonderful World з Nine Horses (2006)
- Birds Sing for Their Lives Nine Horses (2007)